# Ouverture sur des thèmes juifs
L'Ouverture sur des thèmes juifs opus 34 de Sergueï Prokofiev est une œuvre de musique de chambre pour clarinette, quatuor à cordes et piano, composée en 1919, à partir de thèmes traditionnels juifs. 
Elle résulte d'une commande faite au compositeur par l'ensemble juif Zimro (constitué notamment de Simeon Bellison à la clarinette et Joseph Cherniavsky (en) au violoncelle) à New York, où Prokofiev venait d'arriver en 1919. Elle est créée à New-York le 26 janvier 1920 avec Prokofiev lui-même au piano puis à Moscou le 6 mars 1927 et publiée la même année à Leipzig, chez Gutheil.
Cette œuvre est un des premiers exemples de la stylisation artistique de la musique klezmer.

## Analyse de l'œuvre
1. Tema con variazioni
2. Andante energico
3. Allegro sostenuto, ma con brio
4. Adagio pesante
5. Allegro precipitato, ma non troppo presto
6. Andantino

## Transcription
Prokofiev en réalisa une transcription pour orchestre en 1934 (opus 34 bis). Le chef d'orchestre Dimitri Mitropoulos en fit aussi un arrangement pour orchestre qu'il enregistra en 1950.